# Matijevići (Bośnia i Hercegowina)
Matijevići – wieś w Bośni i Hercegowinie, w Federacji Bośni i Hercegowiny, w kantonie tuzlańskim, w gminie Kladanj. W 2013 roku liczyła 5 mieszkańców, z czego większość stanowili Boszniacy.